# Bendixkoppling

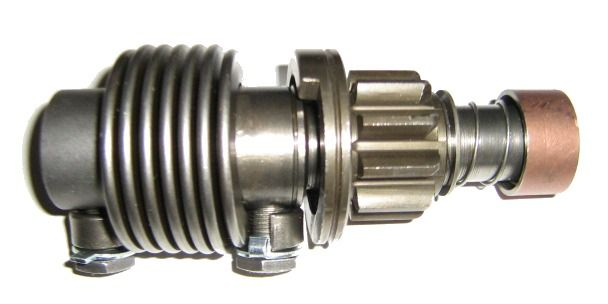
Bendixkoppling

Bendixkoppling är en mekanisk anordning som bland annat använts för inkoppling av startmotorer.
I kopplingen används tröghetsverkan och gängmekanik för att automatiskt trycka in och ut startmotorns kugghjul i svänghjulets kuggkrans. Bendixkopplingen är uppkallad efter Vincent Bendix som lanserade kopplingen i stor skala omkring 1916.